# Comuna Maidan, Kovel
Maidan (în ucraineană Майдан) este o comună în raionul Kovel, regiunea Volînia, Ucraina, formată din satele Dibrova, Maidan (reședința) și Solotvîn.

## Demografie
Componența lingvistică a satului Maidan
     Ucraineană (98,36%)
Conform recensământului din 2001, majoritatea populației satului Maidan era vorbitoare de ucraineană (98,36%), existând în minoritate și vorbitori de armeană (1,64%).